# Lista de prefeitos de Colatina
Esta é a lista de prefeitos do município de Colatina, estado brasileiro do Espírito Santo.
| Nº                                                    | Nome                                                  | Imagem                | Partido                                          | Início do mandato       | Fim do mandato                          | Observações                                                        |
| Primeira República (1921–1930)                        |                                                       |                       |                                                  |                         |                                         |                                                                    |
| 1                                                     | Virgínio Calmon Ferreira Fernandes                    |                       | Partido Trabalhista Republicano PTR              | 30 de dezembro de 1921  | 31 de dezembro de 1925                  | Intendente nomeado pelo Governador do Estado                       |
| 2                                                     | Talma Drumond Pestana                                 |                       | Partido Social Nacionalista PSN                  | 1° de janeiro de 1926   | 19 de novembro de 1928                  | Intendente nomeado pelo Governador do Estado                       |
| 3                                                     | Henrique Fleiuss                                      |                       | Partido Trabalhista Republicano PTR              | 20 de novembro de 1928  | 29 de outubro de 1930                   | Intendente nomeado pelo Governador do Estado                       |
| Segunda e Terceira República — Era Vargas (1930–1945) |                                                       |                       |                                                  |                         |                                         |                                                                    |
| 4                                                     | Álvaro Ribeiro                                        |                       | Partido Progressista PP                          | 30 de outubro de 1930   | 17 de agosto de 1933                    | Intendente nomeado pelo Governador do Estado                       |
| 5                                                     | Adhemar do Nascimento Fernandes Távora                |                       | Partido Progressista PP                          | 18 de agosto de 1933    | 30 de dezembro de 1934                  | Prefeito nomeado pelo Interventor Estadual                         |
| 6                                                     | Justiniano de Mello e Silva Neto                      |                       | União Democrática Republicana UDR                | 31 de dezembro de 1934  | 30 de dezembro de 1935                  | Prefeito nomeado pelo Interventor Estadual                         |
| 7                                                     | Antônio Evaristo Pinto                                |                       | União Democrática Republicana UDR                | 31 de dezembro de 1935  | 11 de novembro de 1937                  | Prefeito nomeado pelo Interventor Estadual                         |
| 8                                                     | Orlando Trompowski Toulois                            |                       | Partido Progressista PP                          | 12 de novembro de 1937  | 24 de agosto de 1942                    | Prefeito nomeado pelo Interventor Estadual                         |
| 9                                                     | Anísio Ferreira de Souza                              |                       | Partido Democrata Cristão PDC                    | 25 de agosto de 1942    | 3 de fevereiro de 1943                  | Prefeito nomeado pelo Interventor Estadual                         |
| 10                                                    | Paulo Teixeira Leite de Vasconcelos                   |                       | Partido Social Democrático PSD                   | 4 de fevereiro de 1943  | 16 de maio de 1945                      | Prefeito nomeado pelo Interventor Estadual                         |
| 11                                                    | Silvio Monteiro Ávidos                                |                       | Partido Trabalhista Republicano PTR              | 17 de maio de 1945      | 2 de outubro de 1945                    | Prefeito nomeado pelo Interventor Estadual                         |
| Quarta República (1945–1964)                          |                                                       |                       |                                                  |                         |                                         |                                                                    |
| 12                                                    | Wilson Neves da Cunha                                 |                       | Partido Social Nacionalista PSN                  | 3 de outubro de 1945    | 26 de novembro de 1945                  | Prefeito nomeado pelo Interventor Estadual                         |
| 13                                                    | Geraldo de Paiva Monteiro                             |                       | Partido Social Nacionalista PSN                  | 27 de novembro de 1945  | 6 de fevereiro de 1946                  | Prefeito nomeado pelo Interventor Estadual                         |
| 14                                                    | Wilson Neves da Cunha                                 |                       | Partido Social Democrático PSD                   | 7 de fevereiro de 1946  | 15 de maio de 1947                      | Prefeito nomeado pelo Interventor Estadual                         |
| 15                                                    | Alcides Gomes de Vasconcelos                          |                       | Partido Democrata Cristão PDC                    | 16 de maio de 1947      | 10 de outubro de 1947                   | Prefeito nomeado pelo Interventor Estadual                         |
| 16                                                    | Guilherme Pretti                                      |                       | Partido Social Democrático PSD                   | 11 de outubro de 1947   | 4 de janeiro de 1948                    | Prefeito nomeado pelo Interventor Estadual                         |
| 17                                                    | Henrique Nunes Coutinho                               |                       | Partido Social Democrático PSD                   | 5 de janeiro de 1948    | 30 de janeiro de 1951                   | Prefeito eleito em sufrágio universal                              |
| 18                                                    | Justiniano de Melo e Silva Netto                      |                       | União Democrática Nacional UDN                   | 31 de janeiro de 1951   | 30 de janeiro de 1955                   | Prefeito eleito em sufrágio universal                              |
| 19                                                    | Raul Giuberti                                         |                       | Partido Social Progressista PSP                  | 31 de janeiro de 1955   | 30 de janeiro de 1959                   | Prefeito eleito em sufrágio universal                              |
| 20                                                    | Moacir Martins Brottas                                |                       | Partido Trabalhista Brasileiro PTB               | 31 de janeiro de 1959   | 30 de janeiro de 1963                   | Prefeito eleito em sufrágio universal                              |
| 21                                                    | Honório Fraga                                         |                       | Partido Social Progressista PSP                  | 31 de janeiro de 1963   | 30 de janeiro de 1967                   | Prefeito eleito em sufrágio universal                              |
| Quinta República (1964–1985)                          |                                                       |                       |                                                  |                         |                                         |                                                                    |
| 22                                                    | Moacir Martins Brottas                                |                       | Movimento Democrático Brasileiro MDB             | 31 de janeiro de 1967   | 30 de janeiro de 1969                   | Prefeito eleito em sufrágio universal, cassado pelo regime militar |
| 23                                                    | José Zouain                                           |                       | Movimento Democrático Brasileiro MDB             | 31 de janeiro de 1969   | 30 de janeiro de 1971                   | Vice-prefeito no cargo de titular                                  |
| 24                                                    | Syro Tedoldi Netto                                    |                       | Aliança Renovadora Nacional ARENA                | 31 de janeiro de 1971   | 30 de janeiro de 1973                   | Prefeito eleito em sufrágio universal                              |
| 25                                                    | Paulo Stefenoni                                       |                       | Aliança Renovadora Nacional ARENA                | 31 de janeiro de 1973   | 31 de janeiro de 1977                   | Prefeito eleito em sufrágio universal                              |
| 26                                                    | Syro Tedoldi Netto                                    |                       | Aliança Renovadora Nacional ARENA                | 1° de fevereiro de 1977 | 5 de novembro de 1978                   | Prefeito eleito em sufrágio universal                              |
| 27                                                    | Devacyr Mário Zaché                                   |                       | Partido Democrático Social PDS                   | 6 de novembro de 1978   | 31 de janeiro de 1983                   | Vice-prefeito no cargo de titular                                  |
| Sexta República, ou Nova República (1985–presente)    |                                                       |                       |                                                  |                         |                                         |                                                                    |
| 28                                                    | Antonio Tadeu Tardin Giuberti (Colatina, 22.06.1943–) |                       | Partido do Movimento Democrático Brasileiro PMDB | 1° de fevereiro de 1983 | 31 de dezembro de 1988                  | Prefeito eleito em sufrágio universal                              |
| 29                                                    | Dilo Binda (Colatina, 06.06.1937–07.09.2012)          |                       | Partido Democrático Trabalhista PDT              | 1° de janeiro de 1989   | 31 de dezembro de 1992                  | Prefeito eleito em sufrágio universal                              |
| 30                                                    | Antonio Tadeu Tardin Giuberti (Colatina, 22.06.1943–) |                       | Partido do Movimento Democrático Brasileiro PMDB | 1° de janeiro de 1993   | 31 de dezembro de 1996                  | Prefeito eleito em sufrágio universal                              |
| 31                                                    | Dilo Binda (Colatina, 06.06.1937–07.09.2012)          |                       | Partido Democrático Trabalhista PDT              | 1° de janeiro de 1997   | 31 de dezembro de 2000                  | Prefeito eleito em sufrágio universal                              |
| 32                                                    | Guerino Balestrassi (Colatina, 13.02.1959–)           |                       | Partido Socialista Brasileiro PSB                | 1° de janeiro de 2001   | 31 de dezembro de 2004                  | Prefeito eleito em sufrágio universal                              |
| 32                                                    | Guerino Balestrassi (Colatina, 13.02.1959–)           | 1° de janeiro de 2005 | Partido Socialista Brasileiro PSB                | 31 de dezembro de 2008  | Prefeito reeleito em sufrágio universal |                                                                    |
| 33                                                    | Leonardo Deptulski (Santa Teresa, 26.05.1961–)        |                       | Partido dos Trabalhadores PT                     | 1° de janeiro de 2009   | 31 de dezembro de 2012                  | Prefeito eleito em sufrágio universal                              |
| 33                                                    | Leonardo Deptulski (Santa Teresa, 26.05.1961–)        | 1° de janeiro de 2013 | Partido dos Trabalhadores PT                     | 31 de dezembro de 2016  | Prefeito reeleito em sufrágio universal |                                                                    |
| 34                                                    | Sérgio Meneguelli (Colatina, 01.06.1956–)             |                       | Movimento Democrático Brasileiro MDB             | 1° de janeiro de 2017   | 31 de dezembro de 2020                  | Prefeito eleito em sufrágio universal                              |
| 35                                                    | Guerino Balestrassi (Colatina, 13.02.1959–)           |                       | Movimento Democrático Brasileiro MDB             | 1° de janeiro de 2021   | 31 de dezembro de 2024                  | Prefeito reeleito em sufrágio universal                            |
| 36                                                    | Renzo Vasconcelos (Vitória, 15.07.1984–)              |                       | Partido Social Democrático PSD                   | 1° de janeiro de 2025   | Atualidade                              | Prefeito eleito em sufrágio universal                              |